# Ex chiesa di Santa Maria delle Grazie
L'ex chiesa della Madonna delle Grazie è sita nel paese di Scanno, presso l'incrocio tra Via Silla e Via Ciorla.

## Storia
La chiesa è stata fondata nel XV secolo ed ospitò la confraternita omonima. Nel 1578 la confraternita era molto fiorente dato che oltre questa chiesa aveva una cappella sepolcrale nella chiesa di Santa Maria della Valle.
Agli inizi del XX secolo la chiesa fu chiusa al culto e la confraternita fu trasferita nel 1907 nell'attuale Chiesa della Madonna delle Grazie, quest'ultima già facente parte della congregazione degli Scolopi.
Nel XX secolo l'edificio era destinato a mulino, l'ultimo rimasto in zona.

## Descrizione
La chiesa è ad aula unica marcata da una fascia modanata poco aggettante e da leggere paraste che sorreggono due volte a vela con una piccola cornice ellittica mediana. La cellula absidale sopraelevata è marcata da una vela maggiore su cui si regge la pseudocupola anch'essa ellittica.
L'interno è introdotto da un atrio coperto da una volta a botte.
Sulla parete di fondo è posto l'altare con, ai lati, due finestre rettangolari, una per lato. Esse sono le fonti di luce all'interno insieme alle quattro finestre poste sulla facciata.
Nella sua attuale funzione l'edificio è occupato da macchinari ed è stato inserito un pannello per suddividere la zona utilizzata dal presbiterio.
Il prospetto principale consta di una piccola gradinata in pietra con il portale recante lo stemma della confraternita con data 1544 ed una scritta che reca un'invocazione mariana.